# Montignac-Charente
Montignac-Charente era una comuna francesa que estaba situada en el departamento de Charente, de la región de Nueva Aquitania, que el 1 de enero de 2025 pasó a formar parte de la comuna nueva de La Boixe como comuna delegada.

## Historia
En 1931 absorbe la comuna de Chebrac.

## Demografía
| Gráfica de evolución demográfica de Montignac-Charente entre 1800 y 2022 |
|                                                                          |

Los datos demográficos contemplados en este gráfico de la comuna de Montignac-Charente se han cogido de 1800 a 1999 de la página francesa EHESS/Cassini, y los demás datos de la página del INSEE.